# اسرار گنج دره جنی
اسرار گنج دره جنی فیلمی ایرانی ساخته ابراهیم گلستان است . این فیلم در سالهای ۱۳۵۰-۱۳۵۱ ساخته شد و در سال ۱۳۵۳ به نمایش عمومی در‌آمد. 
فیلم کنایات مکرری به روحیه مدرنیزاسیون آمرانه شاه و روند نوسازی سطحی او دارد. جشن‌های دوهزار و پانصد ساله و قراردادهای خارجی ایران در زمان سلطنت محمدرضا شاه به‌طور نمادین در این فیلم به نمایش آمده و زیر تیغ نقد گلستان قرار گرفته‌است.
گلستان که در هنگام تکمیل فیلم امید چندانی به نمایشش نداشت، پیش از هر کار روایت مکتوب فیلم را به صورت کتابی به همان نام اسرار گنج دره جنی آماده کرد   و در دی‌ماه ۱۳۵۳ در نشر روزن منتشر کرد.

## خلاصه داستان
علی (پرویز صیاد) کشاورزی است که به هنگام شخم زمین‌اش به گنجی بزرگ دست می‌یابد. او پنهانی و به تکرار مقداری از اشیاء گنج را برای فروش به شهر می‌برد، و به زودی زندگی مجللی برای خود فراهم می‌کند. خریداران عتیقه (صادق بهرامی، جهانگیر فروهر و لرتا) در شهر علی را تشویق می‌کنند که از همسر روستایی‌اش معصومه (مری آپیک) جدا شود و با زنی شهری (شهناز تهرانی) ازدواج کند. عده ای از اهالی روستا و خریداران عتیقه درصددند تا به محل گنج دست پیدا کنند. در لحظه‌ای که مراسم عروسی باشکوه علی برپا است انفجار دینامیت کارگران جاده‌سازی خانهٔ پوشالی علی را ویران می‌کند، و همه، حتی همسر سابق و فعلی‌اش، علی را تنها می‌گذارند.

## بازیگران
اسامی بازیگران فیلم اسرار گنج دره جنی به ترتیب حضور در فیلم، که در عنوان‌بندی پایانی فیلم آمده است :
1. پرویز صیاد به نقش علی
2. مری آپیک به نقش معصومه
3. مانی حقیقی
4. سید یزدی
5. رضا هوشمند
6. محسن تقوایی
7. باقر صحرارودی
8. صادق بهرامی به نقش خریدار عتیقه
9. جهانگیر فروهر به نقش خریدار عتیقه
10. لرتا
11. شهناز تهرانی به نقش زن شهری
12. محمود بهرامی
13. مهدی فخیم‌زاده
14. محمد گودرزی
15. بهمن زرین‌پور
16. محمد سوهانکی
17. عنایت بخشی

## عوامل تولید فیلم
نویسنده، تهیه کننده، کارگردان، مدیر فیلم‌برداری و تدوین: ابراهیم گلستان
- مدیر تهیه: رحمان اسدی
- دستیار فیلم‌بردار: امیر کراری
- صدا: محمود هنگوال
- آهنگساز موسیقی فیلم و رهبر نوازندگان : فرهاد مشکات
- ساخت مجسمه‌ها و کارهای ساخت: کاوه گلستان
- نقاشی: بهمن دادخواه
- دکور: استاد کاظم
- چهره‌پرداز: عبدالله اسکندری

## نمایش فیلم
فیلم «اسرار گنج دره جنی» برای بار نخست در تاریخ سه‌شنبه ۱۹ آذر ۱۳۵۳ خورشیدی در سینما کاپری تهران در پنج نوبت به نمایش درآمد.   این فیلم  جایگزین فیلم هیاهو (محمد صفار) در سینما کاپری تهران شد.
فیلم اسرار گنج دره جنی، پس از چهار هفته نمایش (۲۷ روز) در سینما کاپری تهران، در تاریخ سه‌شنبه ۱۷ دی ۱۳۵۳ جای خود را به فیلم خاک (مسعود کیمیایی) داد.   این فیلم ۴ سال بعد در تاریخ سه‌شنبه ۶ تیر ۱۳۵۷ در سینما مولن‌روژ در شش نوبت دوباره اکران شد و پس از ۱۵ شب نمایش، در تاریخ چهارشنبه ۲۱ تیر ۱۳۵۷ جای خود را به فیلم طبیعت بی‌جان (سهراب شهبد ثالث) داد.  

## حواشی نمایش و توقیف فیلم
بر اساس جدول نمایش فیلم‌ها در روزنامه اطلاعات، فیلم «اسرار گنج دره جنی» در سال ۱۳۵۳ برای ۴ هفته و در سال ۱۳۵۷ برای دو هفته نمایش داده شده است و این درحالی‌ست که در برخی منابع به توقف نمایش در سال ۱۳۵۳، بعد از ۲ هفته، اشاره شده است.
ابراهیم گلستان در مصاحبه با رادیو فردا که اردیبهشت ۱۳۹۷ منتشر شده‌است، به داستان توقیف این فیلم اشاره می‌کند. او می‌گوید پیش از تولید این فیلم امکان کار کردن از او سلب شده بود و پس از توقیف فیلم از ایران مهاجرت می‌کند مهاجرتی که با کشته شدن هویدا همیشگی می‌شود. 
گلستان به بهانه تک‌نسخه بودن فیلم از نمایش آن در دربار جلوگیری می‌کند تا این که دربار هنگام زیرنویس شدن فیلم در فرانسه، از وجود سایر نسخه‌ها مطلع می‌شود. او می‌گوید پسر خانم ابتهاج (علیرضا عروضی) که در اکران فیلم در دربار حضور داشت، نقل می‌کند امیر عباس هویدا در غیاب شاه و حضور شهبانو تنها کسی بود که مقصود اصلی آن را درک کرد و همین فرد هم مسبب پایین کشیدن آن از نمایش عمومی فیلم می‌شود.

## تولید فیلم
ابراهیم گلستان که از مشکل‌دار بودن موضوع فیلم آگاه بود و امکان توقیف فیلم را می‌داد، از مجموعه بازیگران فیلمهای صمدآقا استفاده کرد و با دادن ظاهری کمیک آن را به اکران رسانید. ابراهیم گلستان ایده تهیه فیلم را پس از پیشنهاد همکاری از طرف پرویز صیاد با او مطرح می‌کند که صیاد «آناً» منظور او را متوجه می‌شود. افزون بر آن فرخ غفاری نیز پیش از ساخت فیلم از جنبه انتقادی این فیلم مطلع می‌شود و قول سکوت می‌دهد.

## نقدها و نظرها دربارهٔ فیلم
احمدرضا احمدی در نوشته «حقیقت تلخ است» برای ویژه نامه کتاب «نوشتن با دوربین» دربارهٔ شب نمایش این فیلم می‌نویسد:
گلستان در فیلم اسرار گنج درّه جنّی انقلاب ۱۳۵۷ را پیش‌بینی کرد. ساختمان یادبود مرد دهاتی سرمست از ثروت بادآورده، بر اثر زمین لرزه کُن فیکون می‌شود. شخصیت گلستان در این فیلم همان نقاشی است که همه چیز را پیش‌بینی می‌کند (نقش نقاش را عنایت‌الله بخشی بازی می‌کند و حرف‌های گلستان از زبان او گفته می‌شود.
در ادامه می‌گوید: 
گلستان یک بار برایم گفت: قرار بود این فیلم را ببرند به دربار که شاه ببیند. شاه همان شب مسافر قاهره بود و فرصت نکرد فیلم را ببیند. بدین ترتیب فیلم نجات پیدا کرد. بعد یکی از روشنفکران سابق چپ که از حواریون هویدا بود فیلم را لود داد. او به هویدا می‌گوید:

گلستان همه شما را مسخره کرده‌است. چه طور نفهمیدید؟ این را هم، برای تنوع، از دانشمندان سانسورچی شاه داشته باشید که وقتی فیلم را می‌بینند فقط یک ایراد به آن می‌گیرند و می‌گویند: «صحنه‌ای که صمد ادرار می‌کند از فیلم باید خارج شود!» آنها فکر می‌کرده‌اند که در این فیلم، پرویز صیاد در نقش «صمد» بازی می‌کند و تنها ایراد فیلم هم ادرار کردن صمد در فیلم است.